# Kräklingbo kyrka
Kräklingbo kyrka är en kyrkobyggnad i Kräklingbo på Gotland. Dess äldsta delar härrör från början av 1200-talet. Kyrkan byggdes ut vid 1300-talets början då kyrkans två stora portaler på södra sidan tillkom. De är rikt utsmyckade med reliefer.
På korets norra vägg finns kalkmålningar från början av 1200-talet.

## Inventarier
Altarskåpet som är ett gotländskt arbete är från 1500-talets början. Triumfkrucifixet är från 1200-talets slut. Dopfunten från 1670 är av sandsten.

### Orgel
1940 bygger E A Setterquist, Örebro, en pneumatisk orgel med fasta kombinationer.
| Manual I           | Manual II     | Pedal      | Koppel    |
| Principal 8’       | Kvintadena 8’ | Subbas 16’ | I/P       |
| Gedackt 8’         | Vox retusa 8’ |            | II/P      |
| Octava 4’          | Rörflöjt 4’   |            | II/I      |
| Rauschkvint 2 chor | Gemshorn 2’   |            | I 4'/I    |
|                    |               |            | II 16'/I  |
|                    |               |            | II 16'/II |
|                    |               |            | II 4'/P   |

## Kastal
Enligt flera uppgifter från 1700-talet skall en kastal ha funnits sydväst om kyrkan. Denna revs någon gång mellan 1763 och 1775 (sannolikt efter 1772) och skall dessförinnan ha tjänat som prästboställe. Omnämnd 1763 som "det gamla stentornet, som står kyrkan så när och nu är alldeles rämnad".

## Galleri

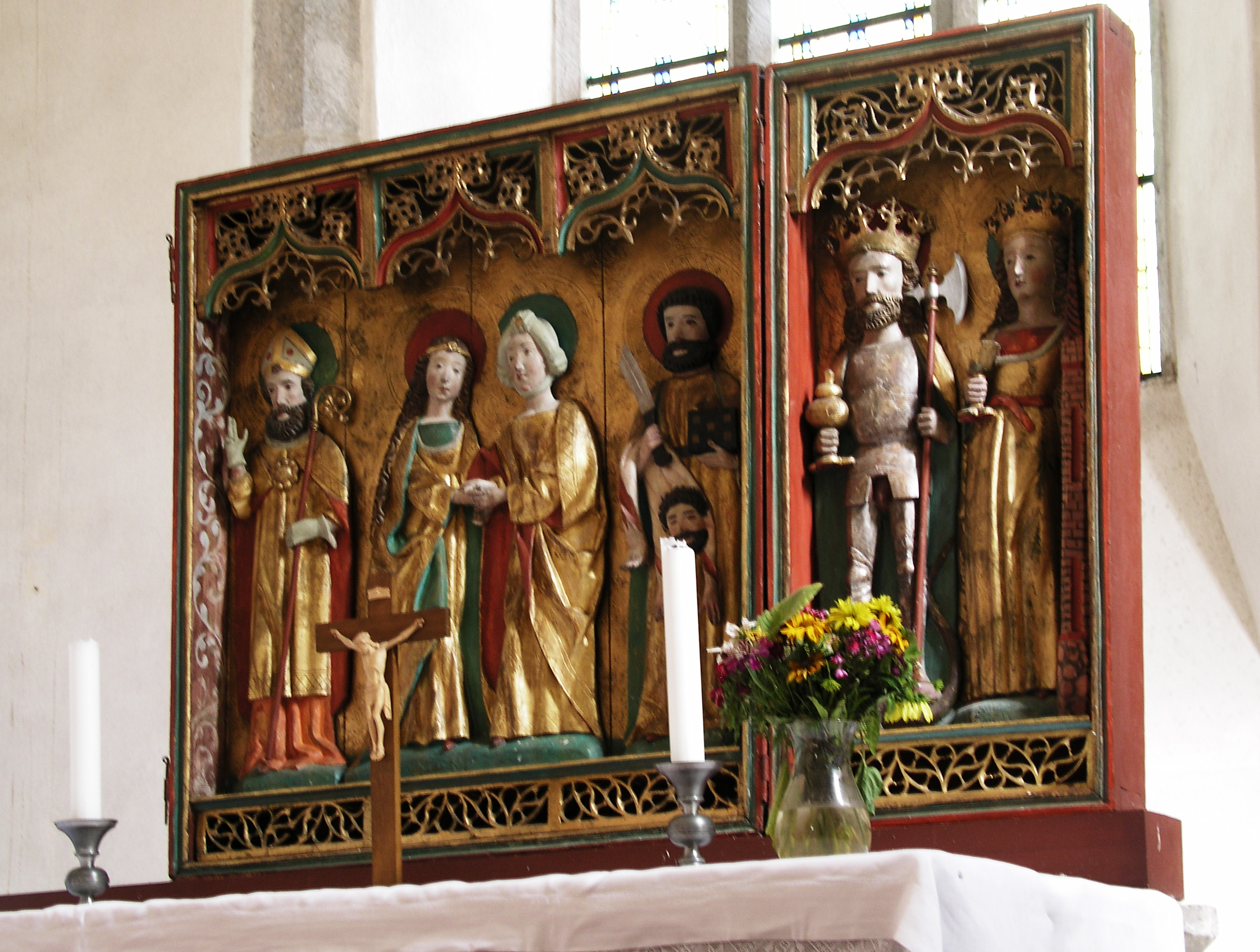
Altarskåp
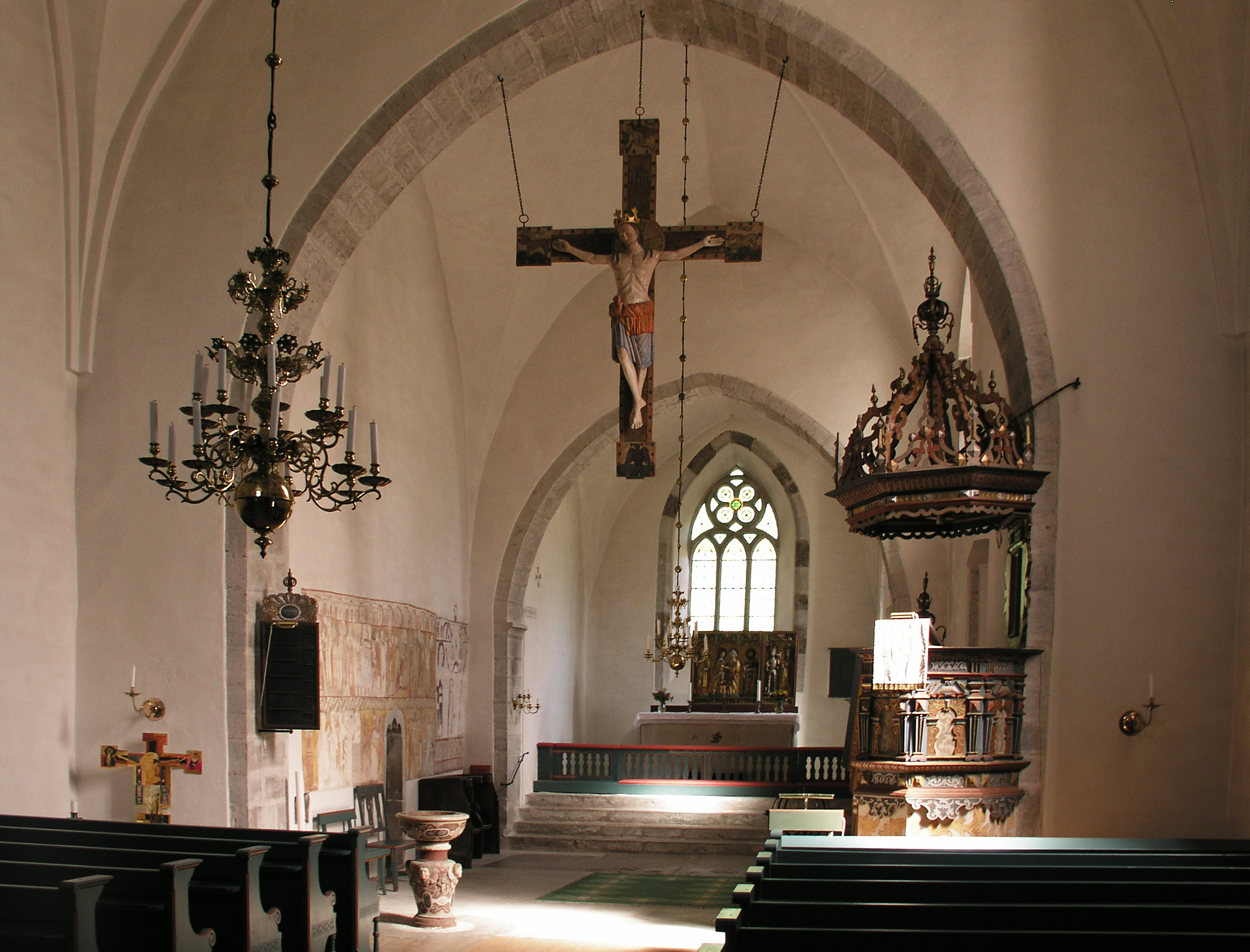
Interiör mot öster
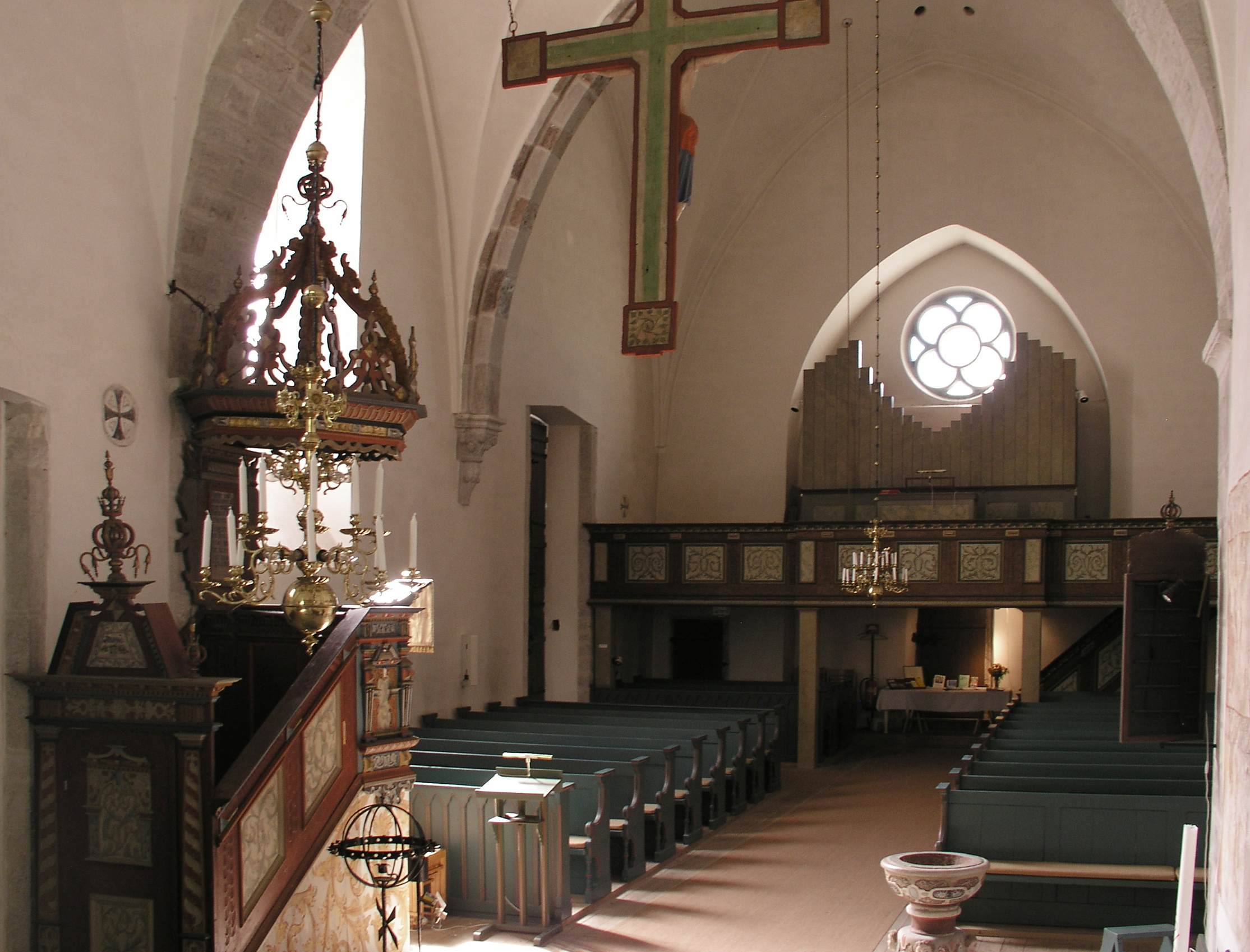
Kyrkorummet mot väster
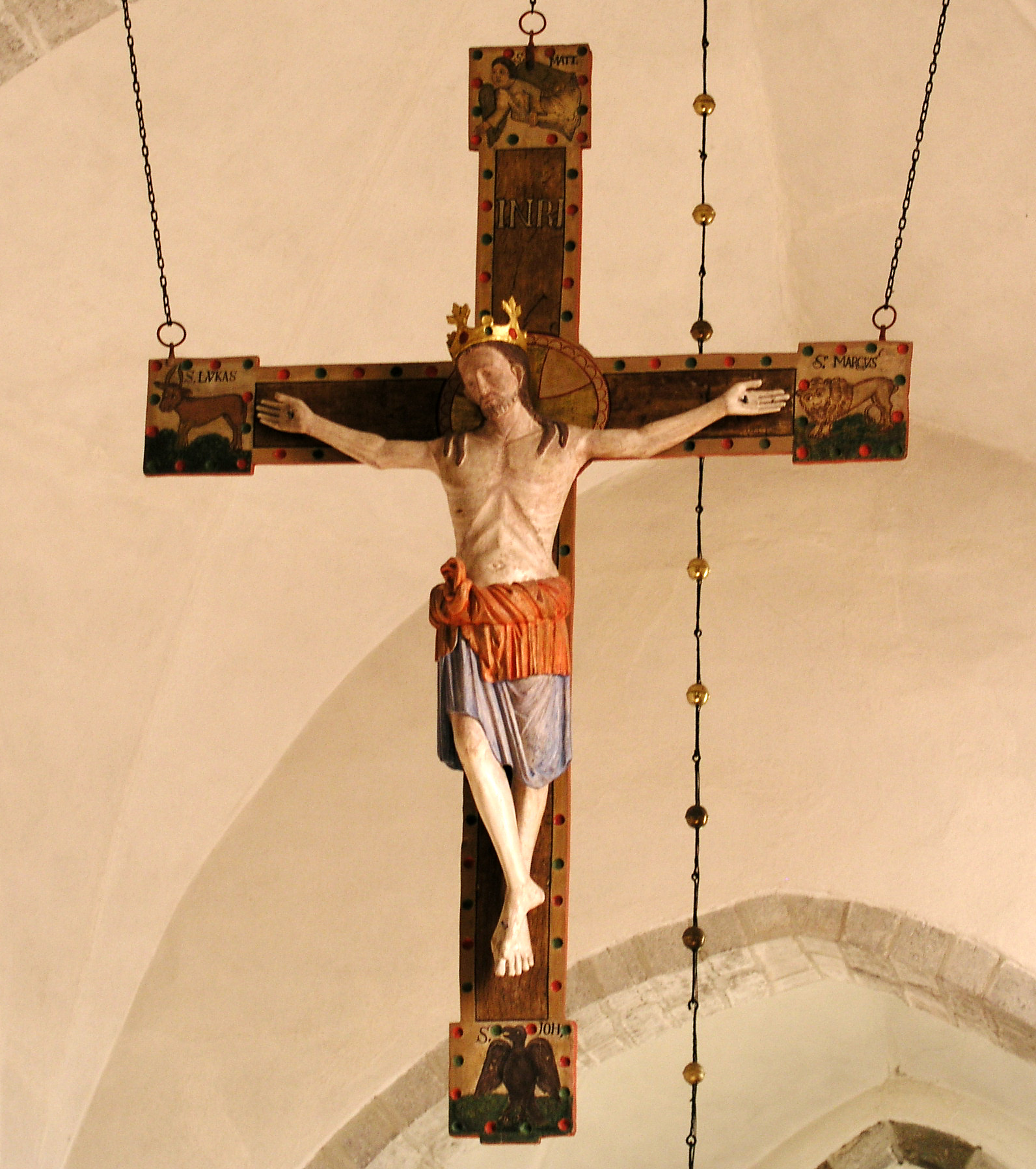
Triumfkrucifix
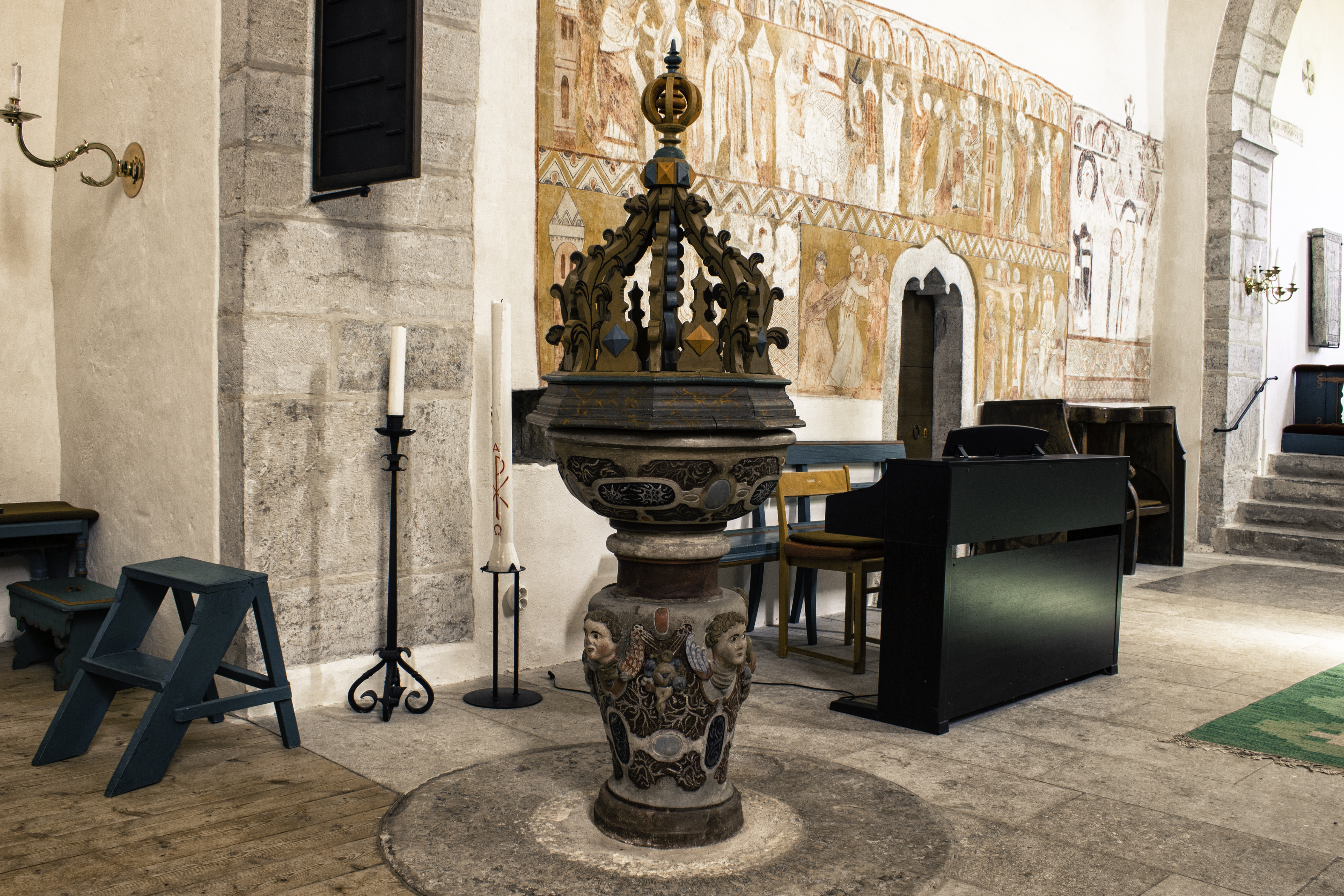
Dopfunten
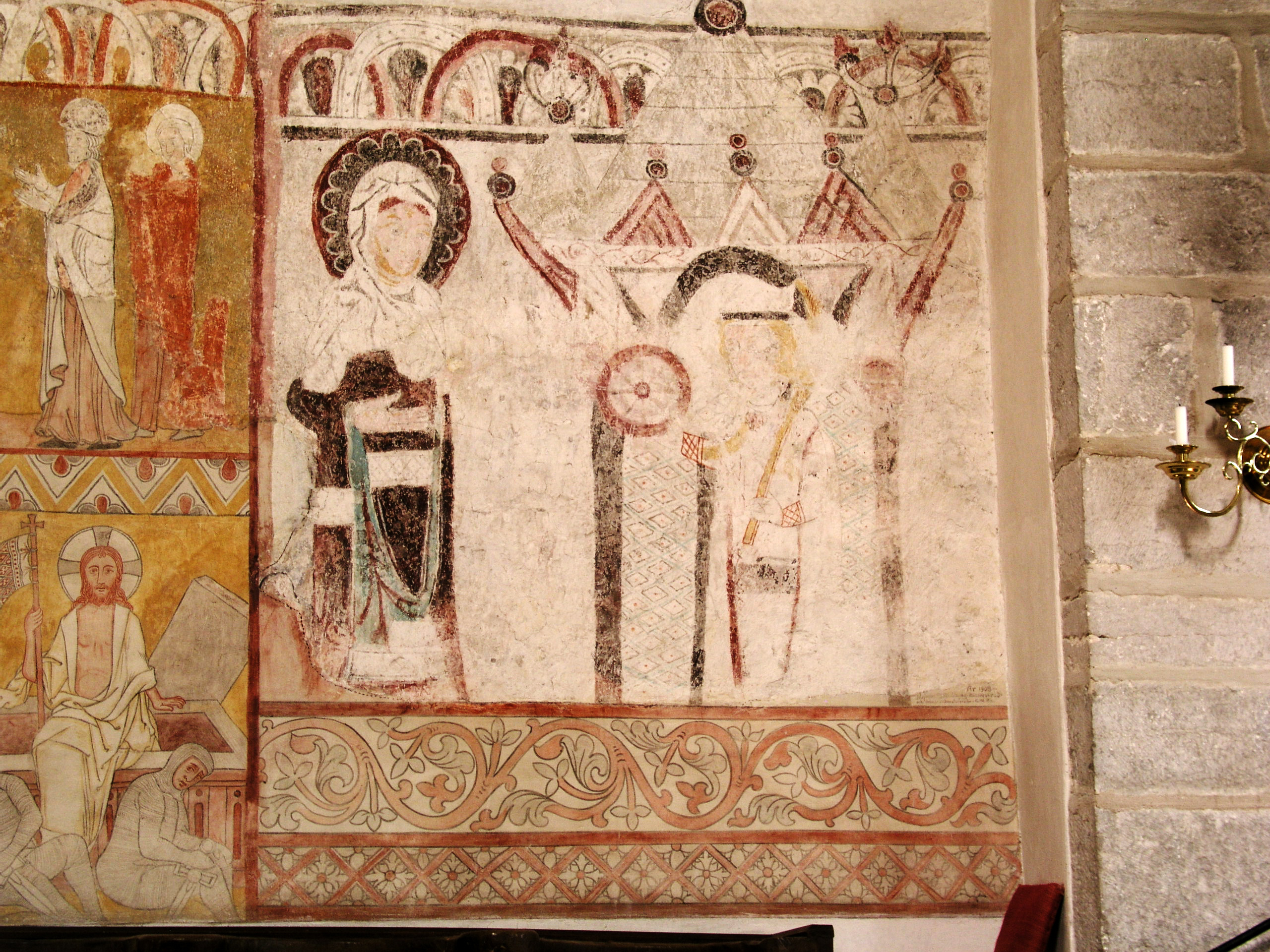
Kalkmålningar från 1200-talet
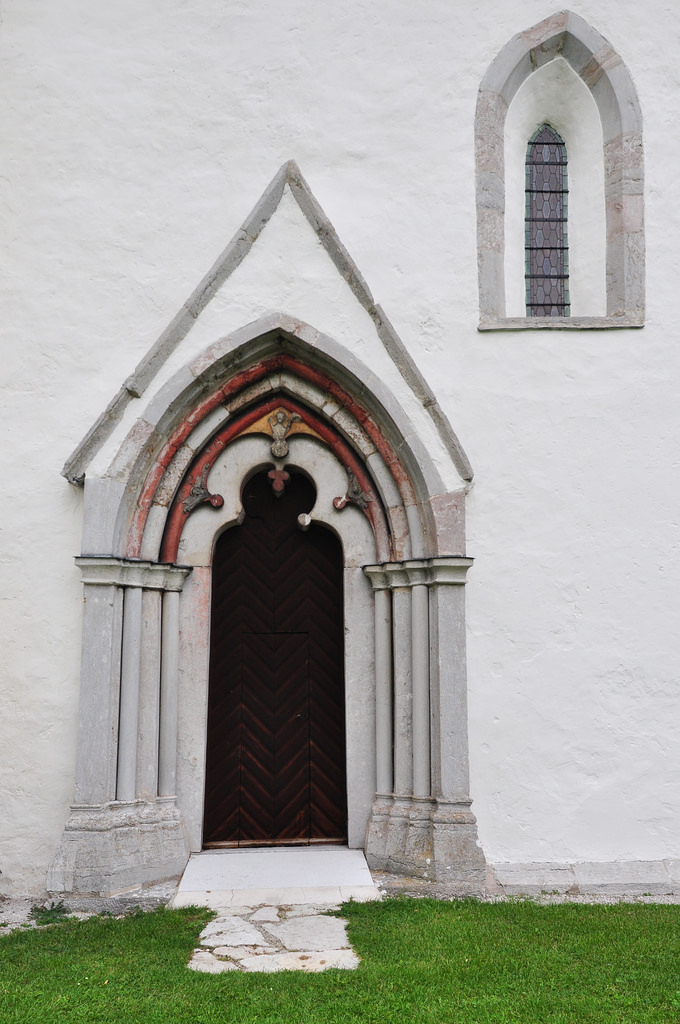
Sydportalen
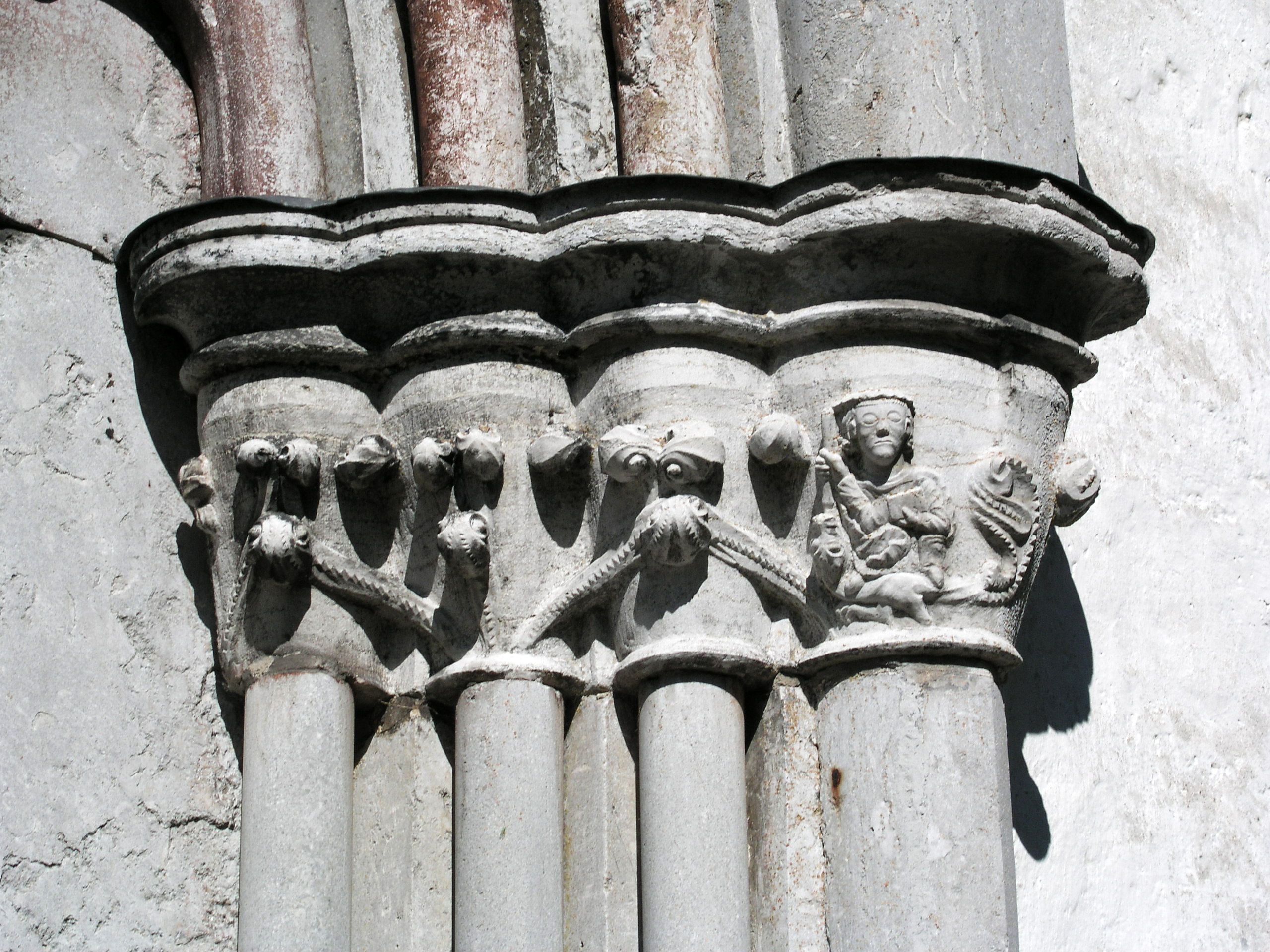
Reliefer